# Diana Fleischman
Fleischman em entrevista no Rebel Wisdom em 2019
Diana Santos Fleischman (nascida em 22 de abril de 1981) é uma psicóloga evolutiva americana e professora sénior da Universidade de Portsmouth. O seu campo de investigação inclui o estudo do nojo, sexualidade humana e hormonas e comportamento. Fleischman também está envolvida nos movimentos do altruísmo eficaz, bem-estar animal e feminismo.

## Vida pessoal e educação
Fleischman nasceu em São Paulo, Brasil e foi criada tanto como judia como católica. Ela cresceu no sul dos Estados Unidos e não foi ensinada sobre a evolução no sistema escolar público de lá. Ela era apaixonada pela evolução desde tenra idade, tendo ganho a alcunha de "garota macaca" dos colegas de turma aos 12 anos. O seu diploma de licenciatura é da Universidade de Oglethorpe e ela também esteve um ano na London School of Economics como estudante de licenciatura. Ela obteve o seu doutoramento em 2009 pela Universidade do Texas em Austin, onde o seu orientador foi David Buss, e fez um pós-doutoramento na UNC Chapel Hill.
Fleischman é membro da Giving What We Can, uma comunidade de pessoas que se comprometeram a doar 10% do seu rendimento para as organizações de caridade mais eficazes do mundo.

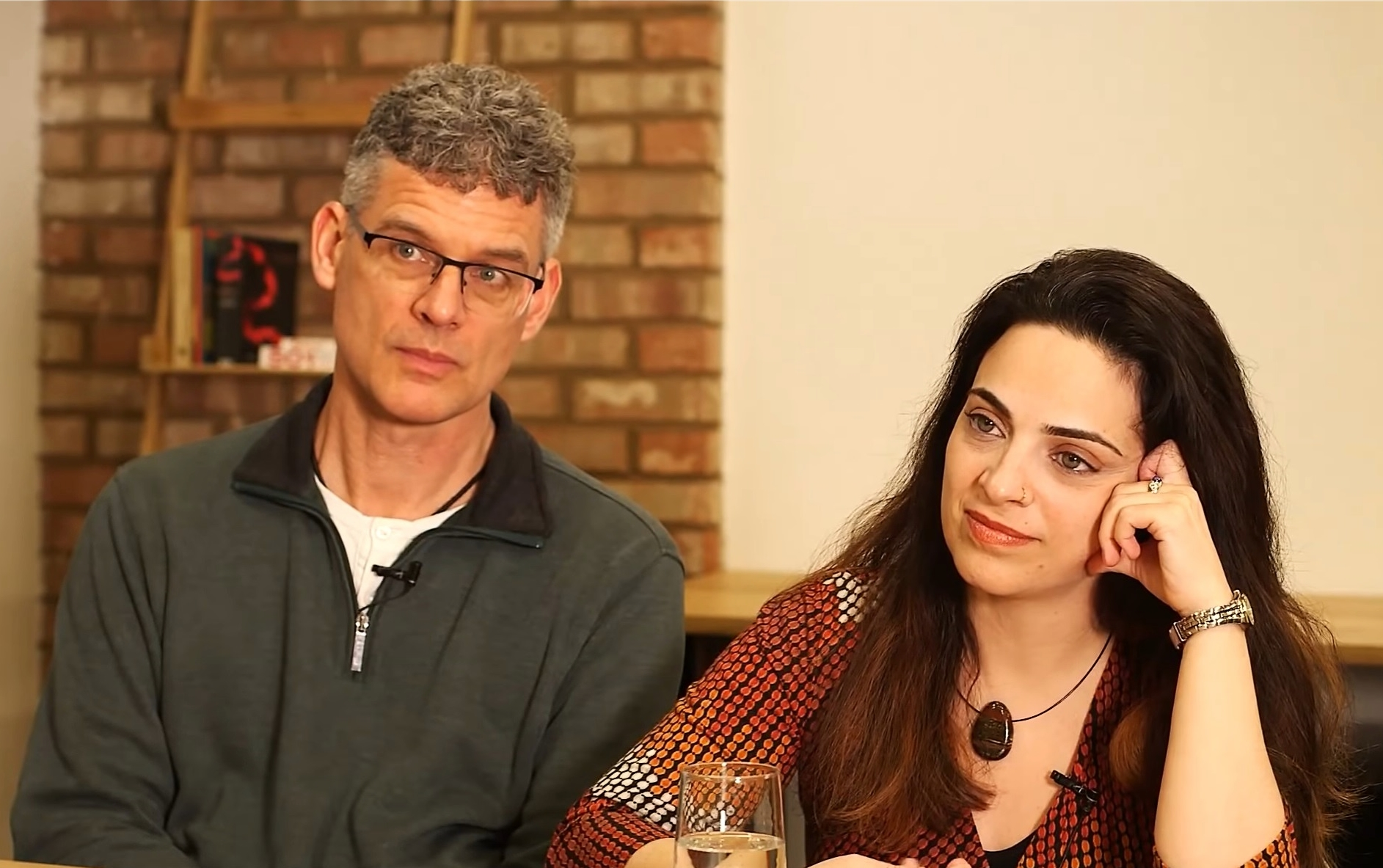
Fleischman (à direita) com Geoffrey Miller em 2019

Em 29 de novembro de 2019, Fleischman casou-se com o psicólogo evolucionista americano Geoffrey Miller. O casal já havia aparecido junto numa entrevista defendendo o poliamor. Eles têm um filho juntos, nascido na primavera de 2022.

## Carreira
Desde o seu pós-doutoramento na UNC Chapel Hill, Fleischman foi professora no departamento de psicologia da Universidade de Portsmouth de 2011 a 2020; ela está atualmente num período sabático. Uma das suas descobertas mais divulgadas na imprensa é que a repugnância inibe a excitação sexual nas mulheres. Além de publicações académicas e palestras, ela também dá palestras públicas e escreve artigos para leigos. Ela argumenta que comer carne bovina é mais ético do que comer frango porque mata menos animais por grama de carne.
Em agosto de 2020, ela iniciou um blog na Psychology Today chamado How to Train Your Boyfriend, o mesmo título de um livro que ela está a escrever.

## Opiniões
Consumo de carne
Fleischman argumentou em 2017 que comer carne bovina provavelmente envolve menos sofrimento animal do que comer frango, já que cerca de 200 frangos precisam ser abatidos para produzir a mesma quantidade de carne que uma vaca. Fleischman também chamou a carne cultivada de a "nossa melhor esperança de prevenir o sofrimento animal no futuro".
Eugenia
Em 2021, Fleischman foi coautora do artigo "Can 'eugenics' be defended?", que argumentou que o debate científico em torno do aprimoramento genético estava polarizado e concluiu que "assim como o aprimoramento não é uma categoria unificada que podemos simplesmente julgar como moralmente boa ou má, o mesmo ocorre com o aprimoramento genético ou a eugenia". Fleischman escreveu um ensaio em 2023 intitulado "You're Probably a Eugenicist" (em português: Você provavelmente é um eugenista), argumentando que a meta de Dor Yeshorim de reduzir a taxa de doença de Tay-Sachs e fibrose cística em famílias judias poderia ser descrita como eugenista e que "homens gays e mulheres lésbicas nos EUA costumam usar doadores de gametas de bancos de óvulos e esperma para ter filhos num processo que é transparentemente eugénico ... Organizações que recrutam doadores de óvulos e esperma não recrutam apenas para fertilidade, elas também fazem a triagem de saúde mental e física, altura, educação e histórico criminal - porque é isso que os seus clientes querem e esperam."
Fleischman foi descrita como pró-natalista, notavelmente dizendo: "Eu encorajo as pessoas que são responsáveis, inteligentes e conscienciosas a terem filhos, porque eles vão tornar o futuro melhor." Fleischman participou na Natal Conference em 2023, onde argumentou que pessoas com doenças mentais têm estatisticamente probabilidade de se casar com outras pessoas com doenças mentais e passar esses genes para os seus filhos, sugerindo que algumas crianças são biologicamente melhores do que outras.

## Publicações
- Confer, Jaime C.; Easton, Judith A.; Fleischman, Diana S.; Goetz, Cari D.; Lewis, David M. G.; Perilloux, Carin; Buss, David M. (2010). «Evolutionary psychology: Controversies, questions, prospects, and limitations.». American Psychologist (em inglês). 65 (2): 110–126. CiteSeerX 10.1.1.601.8691. ISSN 1935-990X. PMID 20141266. doi:10.1037/a0018413
- Fleischman, D. S. & Fessler, D. M (Jan 2011). «Progesterone's effects on the psychology of disease avoidance: Support for the compensatory behavioral prophylaxis hypothesis». Hormones and Behavior (em inglês). 59 (2): 271–275. ISSN 0018-506X. PMID 21134378. doi:10.1016/j.yhbeh.2010.11.014
- Fleischman, Diana S.; Navarrete, C. David; Fessler, Daniel M.T. (22 de abril de 2010). «Oral Contraceptives Suppress Ovarian Hormone Production». Psychological Science (em inglês). 21 (5): 750–752. ISSN 0956-7976. PMID 20483856. doi:10.1177/0956797610368062
- Fleischman, Diana Santos (2014), Women's Disgust Adaptations, ISBN 9781493903139, Evolutionary Psychology (em inglês), Springer New York, pp. 277–296, doi:10.1007/978-1-4939-0314-6_15